# Ортодоксия
Ортодо́ксия (от др.-греч. ὀρθοδοξία «прямое мнение; правильное учение; правоверие»; от ὀρθός «прямой; правильный» + δοκέω «иметь мнение, полагать») — тип религиозного мышления, придающий центральное значение вере, учению, следованию какой-либо идеологии или мировоззрению, поддержке принятых позиций; в определённой мере консервативный тип религиозного сознания.
Изначально термин появился как антоним к слову «гетеродоксия» (др.-греч. ἑτεροδοξία), которым обозначались взгляды, отвергнутые церковью. Только во времена Юстиниана (правил в 527—565 годы н. э.) слово «ортодоксия» приобрело современный смысл и распространение. В широком смысле «ортодоксией» в религии называют подход, позиционирующий себя как наиболее точно находящийся в соответствии с буквальным и первоначальным пониманием того или иного учения. В таких случаях говорят об ортодоксальном христианстве, иудаизме, исламе, различных направлениях буддизма и т. д.

## В иудаизме
В иудаизме термин «ортодоксальный иудаизм» является собирательным термином для традиционалистских течений.
В середине XIX века раввином Ш. Р. Гиршем было основано неоортодоксальное направление в иудаизме, а в XX веке сформировалось течение ортодоксального модернизма.

## В христианстве
В христианстве «ортодоксия» предполагает неуклонное следование догматам веры и основам вероучения. Слово ὀρθοδοξία и производные от него встречаются уже в сочинениях апологетов II века (в частности, Климента Александрийского). Терминологическое значение за ним закрепляется у Евсевия Кесарийского в «Церковной истории», где он называет Иринея Лионского и Климента Александрийского «послами церковной ортодоксии». Более широким употребление слова становится со времени правления императора Юстиниана, для характеристики богословских взглядов, которые, как считалось, точно соответствуют Евангелию и учению церкви.
В научной литературе по истории христианства «ортодоксами» (в русском переводе также «православными» — в первоначальном значении этого слова) называют сторонников Никейского символа веры, «никейцев», как противопоставление арианам. Это выражение употребляется синонимично термину «католики» (в русской традиции также «кафолики») и не имеет отношения к современному противопоставлению православия и католицизма, возникшему после Великого раскола, когда этим словом стали обозначать учение Константинопольской и других церквей Восточной римской империи, отказавшихся от канонического общения с церковью бывшей Западной римской империи (в русском, как и в других славянских языках, в этом узком значении слово «ортодоксия» не употребляется, вместо него используется славянская калька «православие»).
Мирча Элиаде приводит следующие признаки, определяющие христианскую ортодоксию:
- верность Ветхому Завету и апостольской традиции, зафиксированной в документах;
- неприятие эксцессов мифологизирующего воображения;
- уважение к систематическому мышлению (а значит, к греческой философии);
- важность, придаваемая общественным и политическим институтам, то есть юридической мысли — категории, характерной именно для римского гения.